# Loma Larga, Nicolás Romero
Loma Larga är en ort i Mexiko, tillhörande kommunen Nicolás Romero i delstaten Mexiko. Loma Larga ligger i den centrala delen av landet och tillhör Mexico Citys storstadsområde. Orten hade 3 945 invånare vid folkmätningen 2010.